# Бердск
Бердск (на руски: Бердск) е град в Новосибирска област, Русия. Населението на града към 1 януари 2018 година е 103 578 души.

## История
Селището е основано през 1716 година, през 1944 година получава статут на град.